# Bootsy Collins
William „Bootsy” Collins (ur. 26 października 1951 w Cincinnati) – amerykański muzyk funkowy (gitara basowa, śpiew). Także autor utworów funkowych.
Karierę rozpoczął w sformowanym przez siebie zespole The Pacesetters w 1968. Do 1971 The Pacesetters występowali z Jamesem Brownem jako frontmanem i często wzmiankowani byli jako The JB’s. James Brown zerwał współpracę z Bootsym w 1971. Przyczyną było nadużywanie LSD przez Collinsa. W 1972 wraz z bratem „Catfish” Collinsem, dołączył do Funkadelic-Parliament, luźnej formacji kilku zespołów funkowych kierowanej przez George’a Clintona, w ramach której utworzył swój własny zespół Bootsy’s Rubber Band (1976). Dwa lata później album Bootsy’s Rubber Band „Bootsy? Player of the Year” znalazł się na szczycie rankingów rhythm and bluesa. W tym samym okresie Bootsy (podobnie jak Clinton) zaczął promować swój wizerunek przy pomocy psychodelicznych strojów i okularów oraz charakterystycznej gitary basowej w kształcie gwiazdy (gwiazda wkrótce stała się logo Bootsy’ego). Bootsy’s Rubber Band istnieje do dziś.
Współpracował z Jerrym Harrisonem (Talking Heads) nad utworem „Five Minutes”. Wiele kontrowersji wzbudziła jego współpraca z legendami muzyki bluegrass takimi jak: Del McCoury, Doc Watson i Mac Wiseman w formacji GrooveGrass Boyz nad fuzją bluegrassu i funku. Współpracował także z Billem Laswellem, Praxis i Bucketheadem oraz basistą Beli Flecka Victorem Wootenem. Jest autorem piosenki-hymnu zespołu futbolu amerykańskiego Cincinnati Bengals i wykonawcą podobnej dla Cincinnati Marshals, a także producentem zespołów funkowych z Ohio.
Gra Bootsy’ego, ukształtowana pod wpływem Larry Grahama, charakteryzowała się ostrym, porywającym rytmem i mocnym slapem oraz użyciem efektów modulujących dźwięk, zwłaszcza filtrów i phaserów. Istotnie przyczyniła się do uformowania stylu funk. Do inspiracji techniką Bootsy’ego przyznają się Victor Wooten oraz basista zespołu Red Hot Chili Peppers Flea.
Obok talentu instrumentalnego Bootsy jest również wokalistą, w jego wykonaniach wokalnych często pojawiają się niekonwencjonalne środki, takie jak recytacje czy przemawianie, skandowanie, okrzyki („yeah!”, „oh yeah!”, „baby!”, „ha!”, „c’mon!”), „bopowanie” czy stwarzanie efektu „echa” powtórzeniami (częsty zabieg w rapie).